# Pomysłowy wnuczek
Pomysłowy wnuczek – polski serial animowany tworzony w latach 1984-1988. Nakręcony w warszawskim Studiu Miniatur Filmowych. Jest to kontynuacja serialu animowanego z lat 70. – Pomysłowy Dobromir.

## Odcinki
| N° | Rok produkcji | Tytuł                |
| -- | ------------- | -------------------- |
| 1  | 1984          | Grzybobranie         |
| 2  | 1984          | Pracowity wiatr      |
| 3  | 1985          | Usprawnienia         |
| 4  | 1985          | Biblioteka           |
| 5  | 1986          | Śnieżny pojazd       |
| 6  | 1986          | … a jednak nie tonie |
| 7  | 1987          | Ogród dziadka        |
| 8  | 1987          | Włóczkowy obrazek    |
| 9  | 1987          | Rozbitkowie          |
| 10 | 1988          | Pomoc sąsiedzka      |